# Futurama (säsong 2)
Detta är en lista på avsnitt av den tecknade TV-serien Futurama från säsong 2, listade efter ordningen de visades i.

## A Flight to Remember
- Manus: Eric Horsted
- Regissör: Peter Avanzino

## Mars University
- Manus: J. Stewart Burns
- Regissör: Bret Haaland

## When Aliens Attack
- Manus: Ken Keeler
- Regissör: Brian Sheesley

## Fry and the Slurm Factory
- Manus: Lewis Morton
- Regissör: Ron Hughart

Titeln kommer från Roald Dahls bok Kalle och chokladfabriken och avsnittet är en parodi på boken.

### Kändisröster
- Pamela Anderson - Dixie

## I Second that Emotion
- Manus: Patrick M. Verrone
- Regissör: Mark Ervin

Titeln kommer från en låt med samma namn av Smokey Robinson.

## Brannigan Begin Again
- Manus: Lewis Morton
- Regissör: Jeffrey Lynch

## A Head in the Polls
- Manus: Stewart Burns
- Regissör: Bret Haaland

### Kändisröster
- Claudia Schiffer - som sig själv

## Xmas Story
- Manus: David X. Cohen
- Regissör: Peter Avanzino

### Kändisröster
- John Goodman - jultomten
- Conan O'Brien - som sig själv

## Why Must I Be a Crustacean in Love
- Manus: Eric Kaplan
- Regissör: Brian Sheesley

## Put Your Head on my Shoulder
- Manus: Ken Keeler
- Regissör: Chris Louden

Titeln kommer från en låt med samma namn av Paul Anka.

## Lesser of Two Evils
- Manus: Eric Horsted
- Regissör: Chris Sauve

### Kändisröster
- Bob Barker - som sig själv

### Sammandrag
Medan han besöker en temapark som försöker vara autentiskt lik 1900-talet råkar Fry köra över en robot som är förbryllande lik Bender. De för tillbaka den påkörda roboten till Planet Express där professor Farnsworth reparerar honom. Roboten heter Flexo, och likt Bender är han en bending unit. Den enda synbara ytliga skillnaden dem två emellan är att Flexo har ett bockskägg. Bender och Flexo blir snabbt vänner men Flexo irriterar Fry allt mer.
Professorn visar de övriga i besättningen det uppdiktade grundämnet Jumbonium, en enorm atom som lätt kan ses utan behov av förstoring, som besättningen skall leverera till Miss Universum-tävlingen som planeras ske på planeten Tova 9. På grund av Jumboniums värde anlitar professorn Flexo som ytterligare vakt.
Leela bestämmer att Fry, Bender och Flexo ska vakta atomen i skift, men Fry anar onåd och vill inte att Flexo ska sitta ensam med atomen, så han sitter med honom hela Flexos skift. När det blir dags för Frys ensamma skift är han så trött att han somnar. När han vaknar upptäcker han att atomen stulits, och Fry misstänker på direkten Flexo som förövaren och misstänker samtidigt att han förklätt sig som Bender. Men det visar sig verkligen vara Bender och inte Flexo, och efter det skyndar sig Fry, Leela och Bender till skönhetstävlingens värd Bob Barker för att informera honom om stölden.
De störtar in mitt under tävlingen och upptäcker Flexo, varpå Bender och Flexo börjar slås. När de slagits färdigt öppnas Benders lucka på framsidan av hans hölje och avslöjar däri den försvunna atomen. Flexo hade sett Bender sno atomen och hade lämnat skeppet för att själv informera Bob Barker när de andra inte kunde hitta honom. Med atomen återfunnen grips Flexo ändå av misstag för Benders stöld, och skönhetstävlingen avslutas med att en enorm amöba blir Miss Universum och får sitt pris av Zapp Branigan.

## Raging Bender
- Manus: Lewis Morton
- Regissör: Ron Hughart

Titeln är tagen ifrån den amerikanska filmen Tjuren från Bronx från 1980, på engelska Raging Bull.

### Kändisröster
- Rich Little - som sig själv
- George Foreman - som sig själv

### Sammandrag
Vid morgonmötet på Planet Express upptäcker besättningen att Hermes har blivit assimilerad av hjärnsniglarna som tar över en persons hjärna och nyttjar kroppen som ett sätt att ta över andra människor, och för att undvika Hermes stirrande åker resten av besättningen och tittar på en film.
Medan de tittar på filmatiseringen av TV-serien All My Circuits, börjar Bender avsiktligt bråka med en annan robot som visar sig råka vara den oslagbara mästaren i Ultimate Robot Fighting, The Masked Unit. The Masked Unit halkar på Benders oljiga popcorn, och slår ut sig själv i fallet. Mannen som är ordförande för dennes liga befinner sig tillfälligtvis i samma biograf och anlitar Bender på direkten.
Efter att ha tränat med Leela har Bender sin första match där han möter en robot större än han själv som har en motorsåg och en yxa som armar, The Clearcutter. Det ser till en början illa ut men otroligt nog vinner Bender genom att motståndaren exploderar. När han går bakom kulisserna stöter han på The Clearcutter oskadad och Bender får förklarat för sig att allt är uppgjort i förväg och att den populäraste roboten alltid vinner matchen.
Bender får ytterligare träning av Leela och vinner flera matcher efter det, men efter ett tag börjar populariteten minska och han får välja mellan att antingen förlora sin nästa match med vilje eller tillintetgöras av motståndaren, Destructor. Bender ber Leela om hjälp men hon vägrar till en början. När hon får reda på att Destructor tränas av Fnog, mästare i Kung Fu, ändrar hon sig. Fnog saboterade flera år tidigare Leelas drömmar om att tävla i juniormästerskapen i Kung Fu för att hon är tjej.
I matchen mellan Bender och Destructor går det väldigt illa för Bender men Leela upptäcker att Destructor egentligen fjärrstyrs av Fnog. Leela och Fnog börjar slås och Leela vinner, men när Fnog faller gör även Destructor det eftersom de två är direkt kopplade till varandra, och Destructor krossar Bender. När matchen är slut, en match som Destructor tekniskt sett vinner eftersom Bender ligger tillplattad under honom, rullar Fry och Leela ihop Bender och bär honom hem.

## A Bicyclops Built for Two
- Manus: Eric Kaplan
- Regissör: Susan Dieter

Karaktären Alkazar verkar vara baserad på karaktären "Al Bundy" i TV-serien Våra värsta år.
Titeln kommer från Daisy Bell (Bicycle Built for Two) av Harry Dacre

### Sammandrag
När besättningen kopplar upp sig mot internet och spelar ett spel tillsammans, möter Leela den enda andra cyklopen som hon någonsin stött på, men innan hon kan få reda på vem han är och var han är från skjuter Fry honom i småbitar för att han vill vinna spelet. De avbryts i spelandet av att de måste åka på ett uppdrag, så Leela får inte tid nog att spåra upp honom, men det visar sig att han tog vara på hennes namn och skickar henne ett meddelande. Leela avbryter uppdraget och åker mot de angivna koordinaterna.
När de två träffas berättar cyklopen att han heter Alkazar, och är den enda överlevande efter ödeläggelsen av planeten de är på, Cyklopia. Han berättar vidare att Leela skickades från just denna planet som bebis, och Leela ser det som sin plikt att försöka återbygga världen genom att bland annat gifta sig med Alkazar.
Medan deras bröllop pågår bryter sig Fry och Bender in i en förbjuden dal och upptäcker Cyklopias hemlighet. Alkazar är egentligen en helt annan art än den Leela ursprungligen trott, som kan ändra form, och är förlovad med fyra andra kvinnor som alla är av olika arter. Leela och de fyra andra brudgummarna avslöjar och avvisar honom, och besättningen på Planet Express återvänder till jorden.

## A Clone of my Own
- Manus: Patric M. Verrone
- Regissör: Rich Moore

## How Hermes Requisitioned his Groove Back
- Manus: Bill Odenkirk
- Regissör: Mark Ervin

Titeln kommer från den amerikanska filmen How Stella Got Her Groove Back från 1998.

### Sammandrag
Hermes ser fram emot en inspektion av sitt kontor av Central Bureaucracy dagen därpå, vilket han förväntar ska leda till en befordran. Leela håller en Pokermatch i lokalerna samma kväll där Bender fuskar. När Bender är på flykt från de övriga ganska sura spelarna tar han sin tillflykt till Hermes kontor, men de andra hittar honom och uppläxningen som följer slår sönder kontoret.
Dagen därpå anländer Hermes till kontoret och inspektören kort därefter, och båda upptäcker oredan. Hermes hotar förtvivlat att ta sitt liv men övertalas att inte göra det och tvingas ta betald semester, varpå inspektören, Morgan Proctor, tillsätter sig själv som byråkrat på Planet Express istället. Zoidberg föreslår att Hermes och hans fru Labarbara åker till bastuplaneten Spa 5.
Det visar sig att Morgan Proctor är attraherad av otroligt slarviga män och hon inleder ett hemligt förhållande med Fry, medan Hermes och hans fru samtidigt upptäcker att Spa 5 egentligen är ett diktatoriskt arbetsläger. Efter att Bender upptäcker Morgans och Frys förhållande för Morgan över Benders personlighet till en diskett och skickar över den till Central Bureaucracy i en kapsel för att arkivera den.
Hermes börjar på Spa 5 använda sin naturliga färdighet att administrera och omorganiserar arbetslägret för att öka effektiviteten, och resten av besättningen från Planet Express bryter sig in i Central Bureaucracy för att återvinna Benders personlighet. När de anländer upptäcker de en enorm hög med kapslar, där även kapseln de letar efter ligger.
Gänget håller på att ge upp när Hermes återvänder från Spa 5, och i ett musikaliskt stycke lyckas Hermes sortera hela högen och återfinner Benders personlighet.

## The Deep South
- Manus: J. Stewart Burns
- Regissör: Bret Haaland

## Bender Gets Made
- Manus: Eric Horsted
- Regissör: Peter Avanzino

## The Problem with Popplers
- Manus: Darin Henry, Patric M. Verrone
- Regissör: Chris Sauve, Gregg Vanzo

## Mother's Day
- Manus: Lewis Morton
- Regissör: Brian Sheesley

### Sammandrag
Besättningen upptäcker i hungersnöd att de inte har något alls att äta på skeppet, men landar på en närbelägen planet där de upptäcker mystiska Popplers som visar sig inte bara vara ätbart utan även högst vanebildande, och de fyller skeppet fullt av det. När de återvänt till jorden kan de knappt sluta äta det, men går med på att sälja en del av det vidare på gatan, där ägaren av snabbmatskedjan Fishy Joe's övertalar dem att bli snabbmatskedjans leverantör av Popplers.
En stor samling folk protesterar mot försäljningen och förtäringen av Popplers, och Leela upptäcker att Popplers egentligen är levande varelser som är barn till de farliga utomjordingarna från planeten Omicron Perseii VIII. Varelserna därifrån anländer till jorden och kräver att få äta lika många människobarn som jordborna har ätit Popplers, vilket är otaliga miljarder till antalet. Zapp Brannigan övertalar dock utomjordingarna att bara äta en enda valfri människa, och de väljer den första jordbon som åt en Popplers, Leela.
Precis innan Leela ska ätas upp räddas hon först genom att bytas ut mot en orangutang, och sedan genom att en Poppler avbryter tillställningen och övertalar de vuxna utomjordingarna att Leela inte borde ätas. Utomjordingarna åker hem till Omicron Perseii VIII och besättningen äter middag när de återvänt till Planet Express.

## Anthology of Interest I

### Kändisröster
- Al Gore - som sig själv
- Stephen Hawking - som sig själv
- Nichelle Nichols - som sig själv
- Gary Gygax - som sig själv

| Säsong 1 | Futurama Säsong 2 | Säsong 3 |